# Кавар
Кавар (*д/н — 212 до н. е.) — останній цар Тилійського царства у 257/255—212 роках до н. е..

## Життєпис
Напевне, був сином царя Комонторія, або якимось іншим родичем останнього. Кавар став царем приблизно в 257—255 роках до н. е. Він відмовився від грабіжницьких походів свого попередника. Спрямував свої зусилля на економічне та політичне зміцнення держави.
Кавар зберіг частковий контроль над південною Фракією, підкорив європейську частину Геллеспонту, встановив протекторат над східною та північною Фракією, племена останньої та прибережні грецькі міста стали сплачувати данину Тилійському царству. Водночас встановив союзницькі стосунки з Левконом II, царем Боспору. Столицю було перенесено з Тиліса до Арковни.
Водночас зміцнено торговельні зв'язки з Тірою, Ольвією та скіфами Північного Причорномор'я. Приблизно з 255 року до н. е. став карбувати власну монету. У цілій низці елліністичних центрів північно-східної Фракії здійснювався випуск срібних і бронзових емісій з легендою BΑCΙΛΕΩC ΚΑΥΑΡΟΥ/ΒΑCΙΛ ΚΑΥΑΡ, у якій вбачають ім'я Кавара. Загалом відомо шість емісій бронзових, виготовлених з 255/252 до 218 років до н. е.: голова Зевса (аверс) — вершник (реверс); голова Зевса (аверс) — кельтський щит (реверс); голова Аполлона (аверс) — кельтський щит (реверс); голова Аполлона (аверс) — Ніка або ріг достатку (реверс); голова Гермеса (аверс) — петас і кадуцей (реверс). Центрами виготовлення монет вважають елліністичні поселення Арковна, Кабіле, Одессос, Ценіно. У Кабіле здійснювався також випуск срібної тетрадрахми з головою Геракла, Зевсом на троні та легендою BΑCΙΛΕΩC ΚΑΥΑΡΟΥ. Крім того, низка міст, зокрема Месемврія та Апрос, здійснила випуск бронзових монет з овальним щитом.
За часів Кавара відбувається процес еллінізації кельтів, що зображено на монетах цього царя. Все це разом сприяло зміцненню становища Тилійського царства у Фракії, незважаючи на загрозу з боку Македонії. На противагу останньої став союзником Віфінського царства, яке у свою чергу намагалося знайти підтримку проти Пергамського царства.
У 219 році до н. е. під час війни між Родосом і Візантієм за контроль над торговельним судноплавством у регіоні Геллеспонту цар Кавар виступив у ролі посередника, під тиском війська якого Візантій був змушений укласти зі своїми супротивниками мирну угоду, а також розблокувати протоку Боспор Фракійський для суден Боспорського царства.
Втім, конфлікт з Візантієм тривав, останній невдовзі відмовився сплачувати споконвічну данину у 80 талантів золотом. Водночас візантійці уклали антикельтський союз з Одриським царством. Кавар вимушений був протидіяти ворогам. Про перебіг конфлікту достеменно невідомо. Значні бойові дії розпочалися у 214 році до н. е. проти Севта IV, царем одрисів. Зрештою Кавар зазнав поразки, його столиці Тиліс й Арковна захоплено й сплюндровано ворогом. Сам Кавар загинув у 212 році до н. е.